# Roca de Migdia (la Coma i la Pedra)
La Roca de Migdia és una muntanya de 1.870,3 metres que es troba entre els municipis de Josa i Tuixén a l'Alt Urgell i la Coma i la Pedra al Solsonès. És el cim més alt del Serrat de la Sella.
Aquest cim està inclòs al llistat dels 100 cims de la FEEC